# Richard Burton
Sir Richard Burton, született: Richard Walter Jenkins (Pontrhydyfen, 1925. november 10. – Céligny, 1984. augusztus 5.) kétszeres Golden Globe- és BAFTA-díjas walesi színész, rendező és producer.

## Életpályája
Burton egy szénbányász fia volt. Az oxfordi egyetemen tanult színészetet. Először 1943-ban Liverpoolban, a Royal Court Theatre-ben, majd 1944-ben a londoni St. Martin's Theatre-ben mutatkozott be. 1944–1947 között a légierő kötelékében szolgált. Leszerelése után vidéki színpadokon szerepelt. 1952-ben Hollywoodba szerződött.

## Munkássága
Első filmjét 1949-ben forgatta Dolwyn utolsó napjai címmel. A sikerre nem sokáig kellett várnia, mert 1952-ben már Oscar-díjra is jelölték legjobb férfi mellékszereplő kategóriában az Unokatestvérem, Rachel című romantikus drámában nyújtott alakításáért. Egy évvel később már mint legjobb főszereplőt jelölték a legrangosabb díjra A palástért Jean Simmons partnereként. 1958-ban John Osborne modern klasszikusának filmes feldolgozásában, a Dühöngő ifjúságban vállalt főszerepet.
1962-ben háborús filmen mutatkozott be, A leghosszabb napban John Wayne, Henry Fonda és Sean Connery mellett. A következő filmjében, a Kleopátrában Marcus Antonius római hadvezért keltette életre Elizabeth Taylorral az oldalán. 1964-ben annyira hitelesen formálta meg Thomas Becket canterburyi érseket a Becket című filmben, hogy Oscarra jelölték. Ebben az évben Burton egy Tennessee Williams-adaptációban, Az iguána éjszakájában is szerepelt Ava Gardner partnereként. Az egyik legemlékezetesebb alakítását mégis egy másik adaptációban nyújtotta, az 1966-ban Edward Albee színművéből készült Nem félünk a farkastólban, a partnere pedig akkori felesége, Elizabeth Taylor volt.
Egy évvel később Burton belekóstolt a rendezésbe is, de a Doktor Faustusszal nem aratott túl nagy sikert. 1968-ban ismét háborús filmben játszott, a Kémek a sasfészekben főszereplője volt Clint Eastwood mellett, de ebben az évben alakította VIII. Henrik angol királyt is az Anna ezer napja című filmben, melyért Oscar-díjra jelölték.
1972 februárjában Richard Burton és Elizabeth Taylor Budapesten jártak. Többek között a Moulin Rouge szórakozóhelyen rendezett koktélpartin vettek részt, amit a Kékszakáll című film forgatásának első napján rendeztek.
Az 1970-es években Burton már nem tudta megközelíteni az 1960-as évek sikereit, de az 1977-es év mindenképpen említésre méltó az életében. Előbb vállalta el az Ördögűző 2-nek a főszerepét, de aztán valamelyest sikerült korrigálnia a hibáját az Equus című filmdrámában nyújtott alakításával, amelyért Golden Globe-díjat nyert, és Oscarra is jelölték immáron hetedszer és utoljára, így Burtonnek nem adatott meg az az alkalom, hogy elnyerje a legrangosabb díjat. Utolsó emlékezetes alakítását Michael Radford a George Orwell regényéből készült 1984 c. filmjében nyújtotta. Hattyúdala az 1983-ban bemutatott, Wagner életét bemutató brit–magyar televíziós minisorozat volt.

## Egészsége és halála
Már több évvel a halála előtt betegség gyötörte, állandó és súlyos nyaki fájdalmaktól szenvedett. 1981 áprilisában májzsugort és vesebetegséget diagnosztizáltak nála. Svájcban a célignyi lakásán 1984. augusztus 5-én hunyt el, agyvérzés következtében, 58 éves korában. Ott is temették el.

## Filmjei

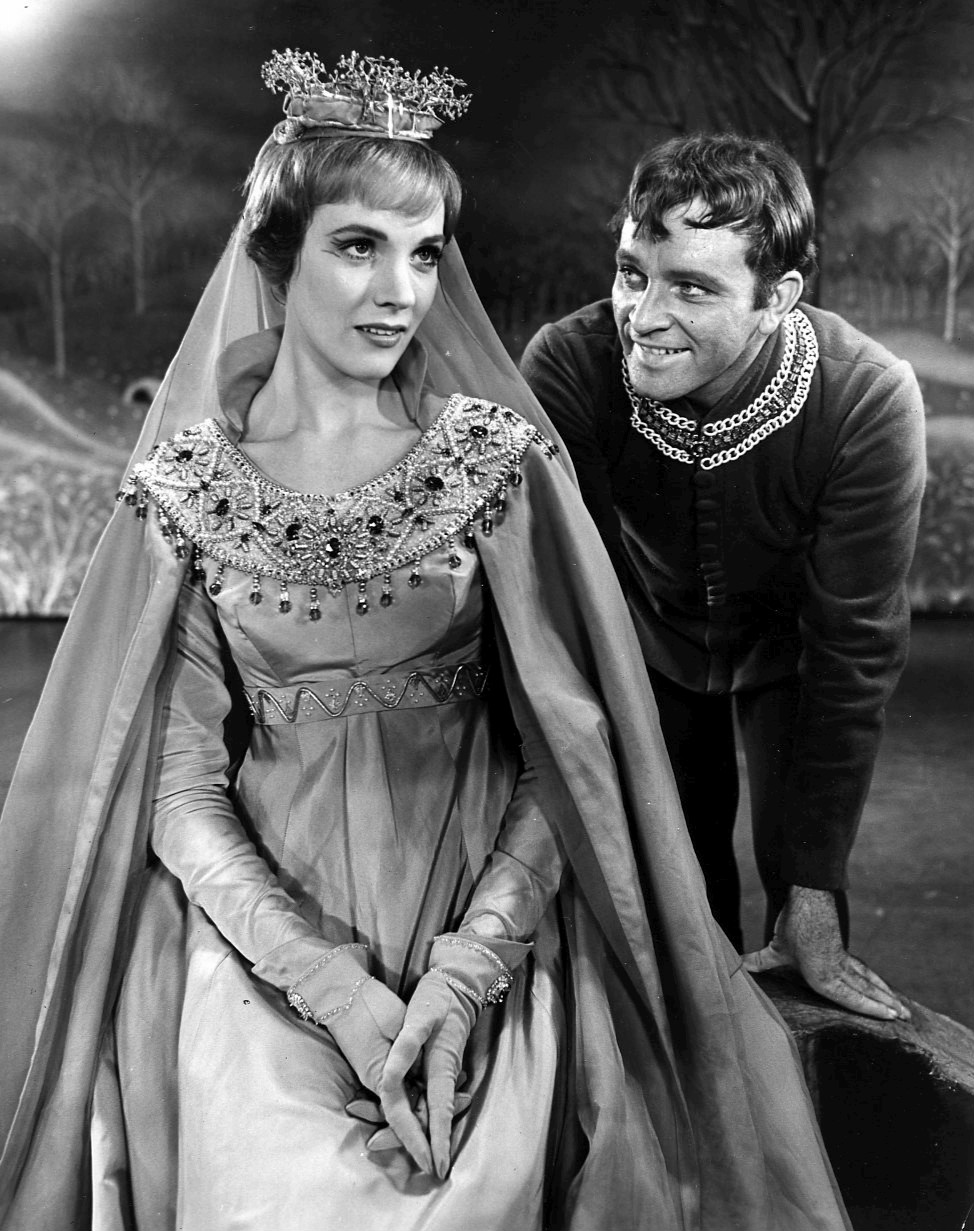
Julie Andrewszal, a Camelotban (1960)

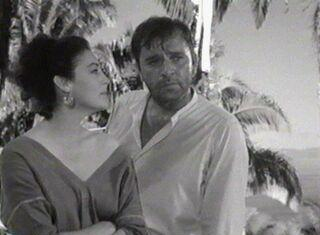
Ava Gardnerrel Az iguána éjszakája c. filmben (1964)

- Világok harca – musical (2006) – archív felvételről
- 1984 (1984)
- Wagner (1983)
- Lovespell (1981)
- Bűnbocsánat (1981)
- Összeesküvők (1980)
- Steiner – A Vaskereszt II. (1979)
- A medúza pillantása (1978)
- Vadlibák (1978)
- Feloldozás (1978)
- Equus (1977)
- Az ördögűző 2. – Az eretnek (1977)
- Az utazás (1974)
- Késői találkozás (1974)
- Lángoló kereszt (1974)
- A mi erdőnk alján (1973)
- Az ötödik támadás (1973) Sutjeska
- Megtorlás (1973)
- Válik a férfi – Válik a nő (1973)
- Trockij meggyilkolása (1972)
- Kaktusz Jack (1971)
- Támadás Rommel ellen (1971)
- Anna ezer napja (1969)
- Kémek a Sasfészekben (1969)
- Lépcsőház (Staircase) (1969)
- Candy (1968)
- Boom (1968)
- Doctor Faustus (1967)
- A makrancos hölgy (1967)
- Szerepjátszók (1967)
- Nem félünk a farkastól (1966)
- Mi újság, cicamica? (1965)
- Út a szeretet felé (1965)
- A kém, aki a hidegből jött (1965)
- Az iguána éjszakája (1964)
- Becket (1964)
- Hamlet (1964)
- A fontos személyek (1963)
- Kleopátra (1963)
- A leghosszabb nap (1962)
- A tüskebokor (The Bramble Bush) (1960)
- Camelot (1960)
- Jégpalota (Ice Palace) (1960)
- Szentivánéji álom (1959)
- Dühöngő ifjúság (1958)
- Keserű győzelem (Bitter Victory) (1957)
- Tengerészfeleség (Sea Wife) (1957)
- Nagy Sándor, a hódító (1956)
- A színészek hercege (Prince of Players) (1955)
- A palást (1953)
- A sivatagi patkányok (The Desert Rats) (1953)
- Unokatestvérem, Rachel (My Cousin Rachel) (1952)
- Rakpart (Waterfront) (1950)
- Dolwyn utolsó napjai (1949)

## Díjai
- Golden Globe-díj (1953, 1978)
- BAFTA-díj a legjobb férfi főszereplőnek (1967) A kém, aki a hidegből jött Nem félünk a farkastól
- David di Donatello-díj (1966, 1967)
- Bambi-díj (1968)

## Fordítás
- Ez a szócikk részben vagy egészben  a   Richard Burton című angol Wikipédia-szócikk ezen változatának fordításán alapul.  Az eredeti cikk szerkesztőit annak laptörténete sorolja fel. Ez a jelzés csupán a megfogalmazás eredetét és a szerzői jogokat jelzi, nem szolgál a cikkben szereplő információk forrásmegjelöléseként.